# جغد تالابی

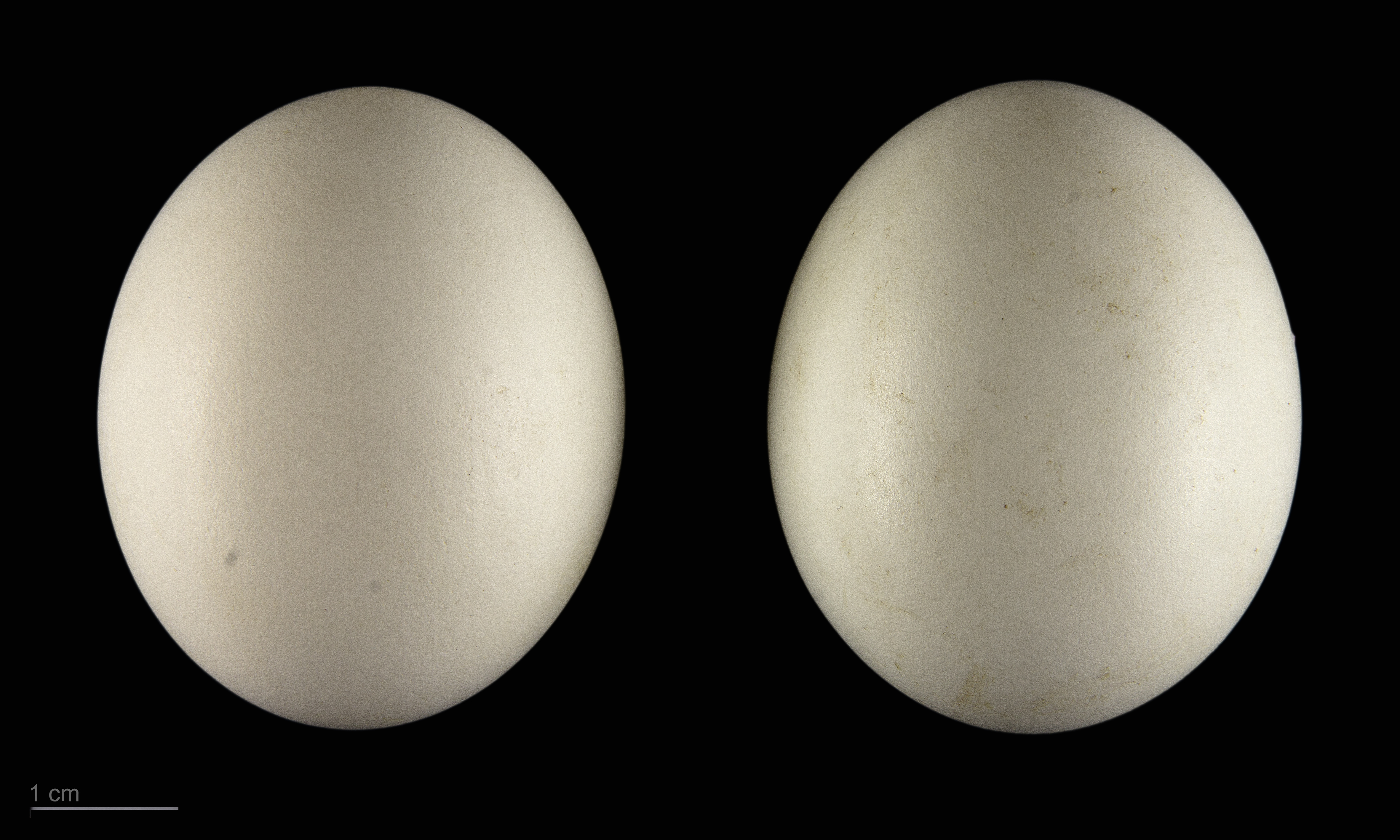
Asio flammeus flammeus

جغد تالابی یا جغد گوش‌کوتاه (نام علمی: Asio flammeus) گونه‌ای جغد است که در علفزارها و دشت‌های باز، مناطق باز کناری تالاب‌ها و تپه‌های ماسه‌ای زندگی می‌کند.
بخش اول نام علمی این جانور یعنی Asio به سرده جغدهای گوش‌دار تعلق دارد که طره‌هایی در دو طرف سر خود شبیه به گوش پستانداران دارند اما در جغد تالابی این طره‌ها بسیار کوتاه است و معمولاً دیده نمی‌شود. فقط وقتی که این حیوان تهدید شده و در وضعیت دفاعی قرار می‌گیرد این طره‌ها را به نمایش می‌گذارد. بخش دوم نام یعنی flammeus هم در زبان لاتین به معنی «شعله کشیدن یا رنگ آتش» است.
این پرنده یکی از بالاترین پراکنش‌ها را در میان تمامی پرندگان دارد و در تمام قاره‌ها به جز استرالیا و قطب جنوب حضور دارد. جغد تالابی پرنده‌ای نیمه‌مهاجر است یعنی برخی از آن‌ها در زمستان به نقاط گرمتر کرده و بیشتر آنها یکجانشین هستند اما در جستجوی غذایشان که جوندگان به ویژه وُل‌ها (همسترهای دم کوتاه) هستند جابجا می‌شوند و در جایی که جمعیت طعمه‌هایشان کم شده باشد نمی‌مانند. آنها در اروپا، آسیا، آمریکای شمالی و جنوبی، جزایر هاوایی و گالاپاگوس زادوولد می‌کند. جغدهایی که تابستان در بخش‌های شمالی‌تر زمستان به جنوب مهاجرت می‌کنند.
جغد تالابی در مناطق بازِ کناری تالاب‌ها، تپه‌های ماسه‌ای، مرغزارها، علفزارها، ساوانا، و توندرا زندگی می‌کند و در میان پوشش گیاهی مجاور گنداب‌ها لانه درست می‌کند. این پرنده در ایران هم نسبتاً پرجمعیت است.

## ویژگی‌های زیستی
این پرنده شکاری جغدی میان‌جثه با ۳۴ تا ۴۳ سانتیمتر طول و ۲۰۶ تا ۴۷۵ گرم وزن است و فاصلهٔ دو سر بال آن ۸۵ تا ۱۱۰ سانتیمتر است. ماده‌ها کمی بزرگترند. چشم‌هایی بزرگ، سری بزرگ، گردنی کوتاه و بال‌هایی عریض دارد. منقار سیاهش کوتاه و قوی و قلاب‌مانند است. رنگش بین گندمگون تا قهوه‌ای تیره با خال‌های روشن متغیر است. بالای سینه‌اش راه‌راه است و پروازش به دلیل بال‌زدن‌های عجیب و غریب شیوه مضحکی دارد و به پرواز بید یا خفاش شباهت دارد. چشم‌های زرد-نارنجی آن با حلقه‌ای از پرهای سیاه احاطه شده گویی که سرمه غلیظی به دور چشم خود مالیده‌است و پوشش مدور مایل به سفید دور چشم‌ها به ماسکی که بر صورت زده باشد شباهت دارد.

## تولیدمثل
جغدهای تالابی عموماً تک‌همسرند و فصل تولیدمثل آنها در بهار است. آنها بر روی زمین و بین گیاهان کوتاه در چمنزارها، علفزارها، ساوانا و توندرا آشیانه‌ای بر پا کرده و ۴ تا ۷ تخم می‌گذارند و اگر جمعیت ول‌ها زیاد باشد ممکن است تعداد تخم‌هایشان دورقمی هم بشود. سالی یک‌بار تخم‌گذاری می‌کنند و پرنده ماده بیشتر بر روی تخم می‌خوابد. طول این دوره بین ۲۱ تا ۳۷ روز است. جوجه‌ها در یک ماهگی بال و پر درآورده و در یک سالگی به بلوغ می‌رسند.
آواز پرندهٔ نر در حین ایجاد قلمرو مشابه «یوو یوو یوو یوو یوو» به گوش می‌رسد. پرندهٔ ماده نیز با آوای جیغ‌آسایی شبیه «گه اک» یا «گه ووی ک» جواب نر را می‌دهد.

## شکار و تغذیه
آنها مثل تمامی جغدها بیشتر در شب شکار می‌کنند اما گاهی در روز هم به شکار می‌روند و این بستگی به فعالیت ول‌ها طعمه مورد علاقه آنها در طول روز دارد. جغد تالابی معمولاً در ارتفاع بسیار پایین پرواز می‌کند. به جز ول حیواناتی چون موش، سنجاب زمینی، موش صحرایی، خفاش، حشره‌خوار، موسکرات و موش کور از دیگر طعمه‌های او هستند. گاهی پرنده‌های کوچکتر از خود را هم شکار می‌کنند به خصوص در سواحل دریاها و تالاب‌های نزدیک به ساحل به سراغ پرندگان دریایی می‌روند. در خشکی‌های دور از ساحل پرنده‌هایی چون چکاوک، سار، ژیان‌مرغ، سیاه‌پره و پپت به‌طور اتفاقی شکار می‌شوند. حشرات و بی‌مهرگانی چون سوسک، ملخ، و کرم صدپا هم بخشی از غذای این جغدها را تشکیل می‌دهند. آنها در آمریکای شمالی رقابت و دشمنی سختی با سنقر خاکستری دارند که زیستگاه و طعمه‌های مورد علاقه مشترکی دارند و به همین دلیل از آزار و اذیت یکدیگر فروگذار نمی‌کنند.

## محافظت
این گونه در ردهٔ کمترین نگرانی قرار گرفته‌است اما در بخش‌های جنوبی زیستگاه خود جمعیت آن رو به کاهش است و در برخی نقاط در معرض انقراض قرار دارد. در ایران جمعیت آن مناسب است و اکنون احتیاجی به طرح ویژه حفاظتی ندارد.